# Acquajolo

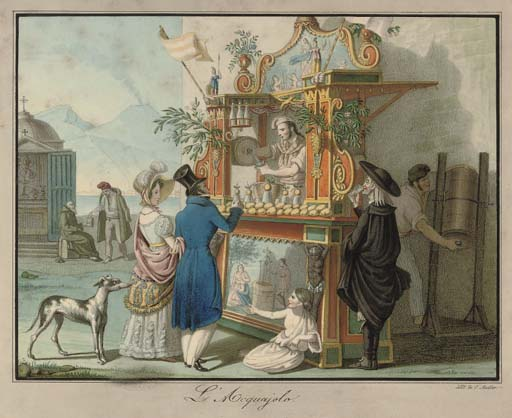
L’Acquajolo, par Carlo Muller (début du XIXe siècle).

L’acquajolo (pluriel acquajoli) est un vendeur ambulant de boissons rafraîchissantes à base d'agrumes, à l'époque du royaume des Deux-Siciles.
Il exerce principalement son métier dans un kiosque, sorte de buvette mobile.
Son commerce  est souvent décrit et cité dans la littérature, entre autres, d'écrivains francophones, tels Théophile Gautier (Italia,1852), ainsi que Paul de Musset (Course en voiturin, 1845) et (Voyage pittoresque en Italie, 1856).
Très fréquentés en période estivale, ces kiosques mobiles sont installés le long des principales artères des villes du royaume, et souvent proches de fontaines, où leurs verres sont laissés en permanence, dans le bassin, sous les jets d'eau.

## Le kiosque
Les plus pittoresques sont aussi parés qu'un maître-autel, avec des couleurs vives et ornés de peintures aux sujets inspirés de l’Écriture sainte. Soutenu par des colonnes dorées, l'ensemble est coiffé par un dais embelli de branches de feuillages, de guirlandes de citrons et de banderoles, ou de drapeaux de couleurs. Sur le comptoir sont étalés de petites pyramides d'agrumes et des verres de toutes dimensions.

### La boisson fraîche

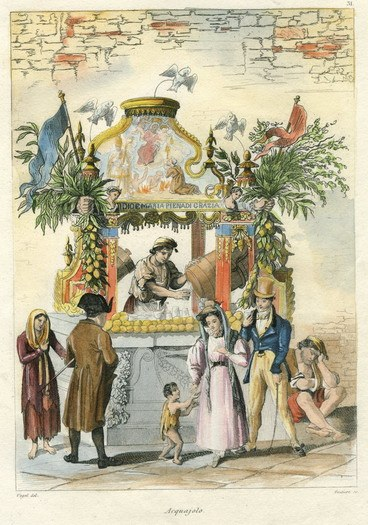
Gravure sur acier aquarellé (1855).
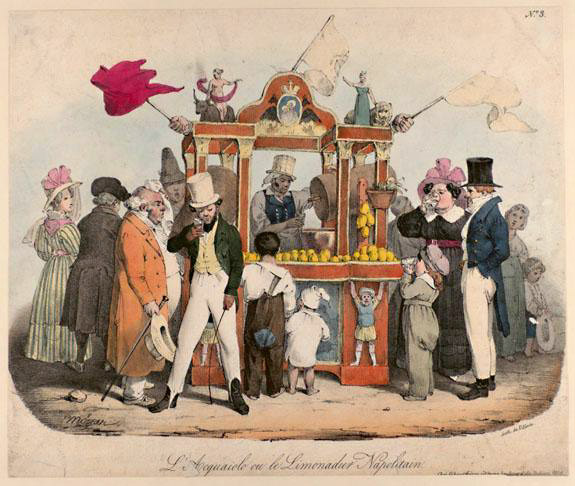
Gravure non datée.

Elle est obtenue grâce à une grosse bouteille en métal contenue dans un baril — au fond préalablement empli de neige (à Naples, provenant des montagnes de Castellammare di Stabia et de Salerne) —, auquel on imprime un mouvement de balancier et qui communique à l'eau toute sa fraîcheur. À cette eau fraîche s'ajoute généralement un jus de citron exprimé.

### Acquajolo contemporain
Par extension, on appelle Acquajoli tout vendeur précaire de boissons ou produits rafraîchissants .

À notre époque, les Acquajoli travaillent encore quand les conditions répressives le permettent, de manière nomade ou avec un stand et souvent dans l’illégalité, sur les lieux touristiques ou dans les évènements d’envergure des principales grandes villes du monde.  

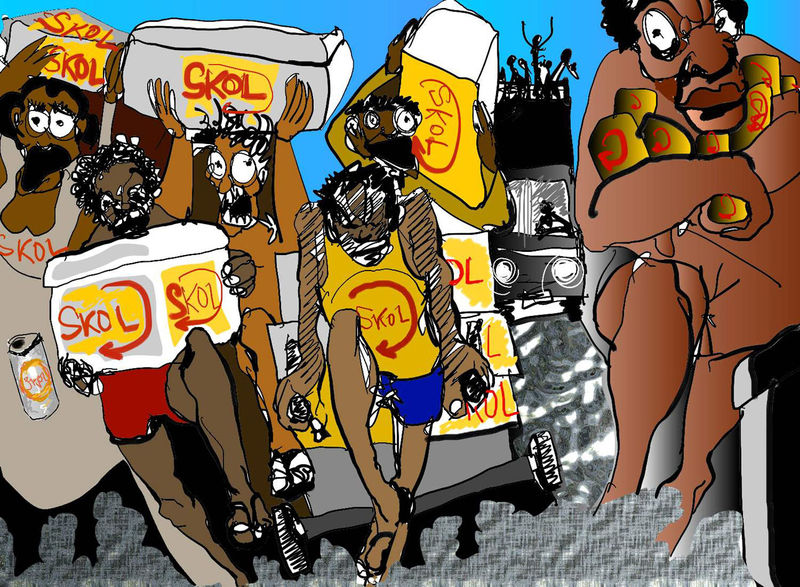
Acquajoli courant devant les chars du carnaval de Rio, 2004
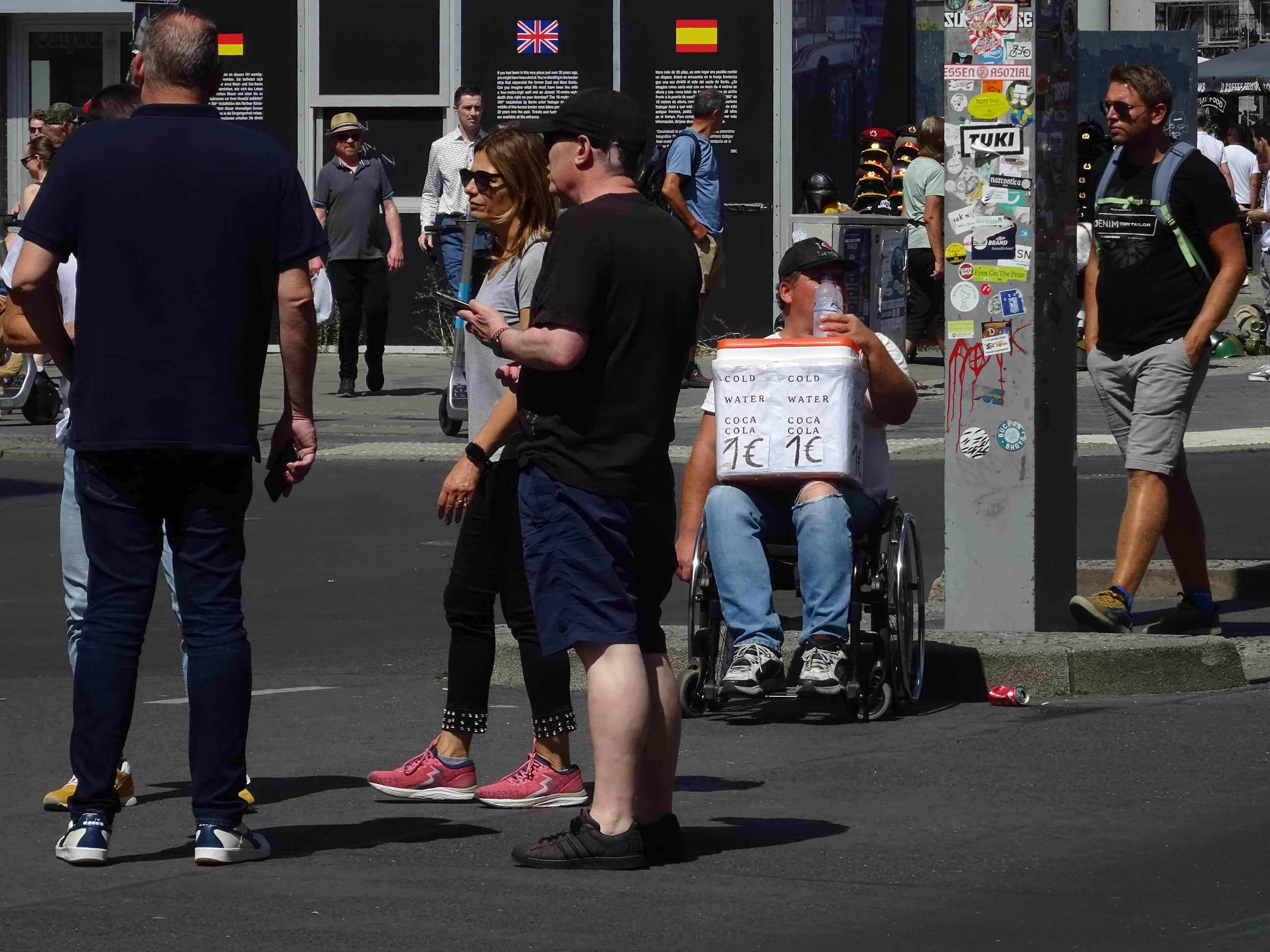
Acquajolo à Checkpoint Charlie, en 2022